# 伍茲代爾鎮區 (北卡羅萊納州珀森縣)
伍茲代爾鎮區（英語：Woodsdale Township）是位於美國北卡羅萊納州珀森縣的一個鎮區。

## 地方資料
伍茲代爾鎮區的面積為96.60平方千米，皆為陸地。根據2020年美國人口普查的數據，當地共有人口1111人，而人口密度為每平方千米11.5人。